# Cardea
Nella mitologia romana, Cardea era la dea della salute, delle soglie e cardini della porta e delle maniglie, associata anche al vento. Il nome deriva da cardo (cardine). Ella proteggeva i bambini dai vampiri e dalle streghe, ed era anche la benefattrice degli artigiani. Il suo culto era importante nell'antica Roma, ed era venerata alla festa di Beltane e in giugno, i quali erano visti come un metaforico cardine dell'anno. Maschere, palline e figurine erano appese agli usci o agli alberi, per favorire la crescita del grano, in sua riverenza. L'albero del biancospino era consacrato a Cardea.
Ovidio disse di Cardea: può aprire ciò che è chiuso; può chiudere ciò che è aperto.
In origine era la ninfa Carna finché Giano le diede il potere sulle maniglie e sui cardini e la qualifica di protettrice dei bambini.